# غريغ ديفيس (لاعب هوكي جليد)
غريغ ديفيس هو لاعب هوكي جليد كندي، ولد في 26 يوليو 1979 في كالغاري في كندا.

## وصلات خارجية
- غريغ ديفيس على موقع EliteProspects.com (الإنجليزية)
- غريغ ديفيس على موقع HockeyDB.com (الإنجليزية)